# 今見昇
今見 昇（いまみ のぼる、1887年2月 - 没年不詳）は、日本の林業技術者、実業家。

## 経歴・人物
士族前田実穂の二男として福岡県に生まれ、1897年今見義勇の養子となる。1907年福岡県立中学修猷館を経て、1916年東北帝国大学農科大学林学科を卒業。
1916年朝鮮総督府営林廠技手となるが、フィリピンのマニラ麻会社の支配人に迎えられる。ここで、後に南洋興発を設立する松江春次が南洋視察に訪れ、今見が南洋諸島を案内したことで親交を深めた。その後、このマニラ麻会社が倒産したため、南洋庁産業試験場技師を経て、1930年樺太庁技師となり、農林部林業課長を務めた。
1937年7月退官し、松江に迎えられ南洋興発技師となり、1941年12月取締役に就任。終戦後、南洋興発がGHQにより閉鎖される1945年9月まで務めた。